# Journal of Ecology
Journal of Ecology — британский научный журнал, посвящённый проблемам экологии с особым рассмотрением экологии растений. Старейший в мире международный рецензируемый экологический журнал. Основан в 1913 году.

## История
Основан в 1913 году. Издаётся издательством Wiley-Blackwell совместно с British Ecological Society, которое также выпускает журналы  Journal of Animal Ecology, Journal of Applied Ecology и Functional Ecology.
Журнал в 2009 году вошёл в Список 100 самых влиятельных журналов биологии и медицины за последние 100 лет по данным Special Libraries Association.
По итогам 10 лет (1998—2008) по уровню цитирования (Импакт-фактор, Science Citation Index) входит в двадцатку самых значимых журналов в мире в категории экология (из 168 учитываемых и более 300 имеющихся  в этой области).
Все статьи журнала доступны подписчикам на сайте журнала и издательства Wiley InterScience в интернете.

## Тематика
В журнале Journal of Ecology  публикуются научные статьи по экологии растений (включая водоросли) наземных и водных экосистем. Прежде всего журнал известен публикациями по вопросам экологии популяций и сообществ растений. Также в нём рассматриваются проблемы биогеохимии, экосистемная экология, экология микроорганизмов и физиология растений, климатические изменения, молекулярная генетика, экология микоризы, взаимоотношения между растениями и другими организмами, такими как животные и бактерии.
Для стимулирования дискуссий с 2008 года публикуются статьи в рубрике «Future Directions».

## ISSN
- ISSN 0022-0477
- OCLC  = 40892763
- LCCN  = sn99-23371
- JSTOR = 00220477